# Захарий Стоянов
 Тази статия е за българския революционер и писател.  За издателството вижте Захарий Стоянов (издателство).  
Захарий Стоянов, роден като Джендо Стоянов Джедев, е български революционер, политик, журналист и писател. Помощник апостол в Априлското въстание (1876) и негов пръв историограф с книгата си „Записки по българските въстания“. Председател на БТЦРК и главен организатор на Съединението на Княжество България и Източна Румелия (1885). Деец на Народнолибералната (стамболовистка) партия и виден масон.

## Биография
Роден е през 1850 г. в семейството на овчаря Стоян Джедев Далакчиев от село Медвен, Котленско. Рожденото му име е Джендо. Учи в църковното и класното училище в родното си село (1856 – 1862).
Работи като овчар в село Инджекьой (днес Тополи), Варненско, и в село Подвис, Карнобатско (1866 – 1870). Отива във Варна да се учи в светското училище, но не го приемат. От там отива в Русе. Докато чиракува за шивач в Русе, се включва в Русенския частен революционен комитет на ВРО (1871 – 1872). Чиновник-маневрист в Баронхиршовата железница на гара Търново-Сеймен (дн. Симеоновград, 1873).

## Революционна дейност

### Старозагорско въстание
През 1874 Захарий Стоянов става член на Русенския частен комитет. Впоследствие Захарий Стоянов участва в Старозагорското въстание (1875). С помощта на кондуктора К.Теодоров успява да избяга до харманлийската станция. Там началникът на железопътната станция на Харманли, Ради Иванов го укрива между 9 октомври 1875 и 1 март 1876 година /28 февруари 1876. В края на февруари предателят Андрей Момчев се появява в Харманли с намеци пред Р. Иванов, че знае за укриването на Стоянов в града. Междувременно на 26 февруари в Харманли пристига Волов, с цел да измъкне Захари Стоянов от трудното положение и да го привлече за помощник-апостол в IV окръг. В рамките на няколко дни той и Ради Иванов успяват да го прехвърлят безпрепятствено в Пловдив.

### Априлско въстание
Тук той се превръща в един от ръководителите на IV Пловдивски революционен окръг по време на Априлското въстание (1876). От самото начало на въстанието става част от Хвърковатата чета на Бенковски. След разгрома на въстанието, заедно с Георги Бенковски, отец Кирил и Стефо Далматинеца прехвърлят билото на Стара планина, но са предадени и попадат на засада в Тетевенския Балкан. Георги Бенковски е убит, а Стефо Далматинеца и отец Кирил, който е ранен, са заловени. Захарий Стоянов успява да избяга. След няколкодневно скитане из Стара планина е заловен край с. Терзийското, Троянско. Пред разпитващите го заптии той отрича, че е въстаник и се придържа към версията, че е циганин, който е набеден от властта за бунтовник. След няколко месеца, прекарани в Троянския, Ловешкия, Севлиевския, Търновския, Еленския, Сливенския и Новозагорския затвор, се озовава в Пловдив, а по-късно принудително е изпратен в с. Медвен. Нелегално отива в освободения вече град Търново (1877).

## След Освобождението. Обществена и политическа дейност
След Освобождението от османско владичество е член на окръжния съд в Търново (1880), а след това секретар на Апелационния съд и съдебен следовател в окръжния съд в Русе (1881). През този период с публикациите си във вестниците „Независимост“ и „Работник“, на който става и редактор, той придобива известност като представител на радикалното крило в Либералната партия. Негова статия в „Работник“, разглеждаща убийството на император Александър II като възможност за либерализиране на режима в Русия, предизвиква шумен скандал и е използвана от княз Александър Български като аргумент, за да получи руска подкрепа за преврата от април 1881 година.
При Режима на пълномощията отива в Пловдив, където е служител в Дирекцията на правосъдието на Източна Румелия (1882 – 1885). Оглавява Българския таен централен революционен комитет, който организира съединението на Източна Румелия с Княжество България (1885). Установява се в София от 1886 г. Включва се активно в дейността на Народнолибералната партия.
Народен представител в V обикновено народно събрание (1887). Негов подпредседател (1887) и председател (1888 – 1889).
По случай двегодишнината от встъпването на престола на княз Фердинанд I Захарий Стоянов е удостоен с Княжеския орден „Св. Александър“ I степен (1889).
Умира на 2 септември 1889 г. в Отел дьо Суез в Париж. Продължително време се е смятало, че смъртта му е настъпила от разкъсване на червата, вследствие на отравяне. Тази теория днес се смята за отхвърлена и се приема, че е по-вероятно Захари Стоянов да е починал от перфорирана язва, от която се е лекувал безуспешно преди това.

## Литературна дейност
За пръв път публикува фейлетони в рубриката „Знаеш ли ти кои сме“ във в. „Независимост“ (1880) и статии във в. „Работник“ (1881). Редактира в. „Работник“ (1881), в. „Борба“ (1885), в. „Свобода“ (1887 – 1889). Активно сътрудничи на вестниците „Независимост“, „Братство“, „Съветник“, „Светлина“, „Южна България“, „Свирка“ и др. Публицистиката на Захарий Стоянов, особено в началото, е под силното идейно-емоционално и стилно-езиково влияние на Любен Каравелов, както и на руските революционни демократи Висарион Белински, Николай Чернишевски и Николай Некрасов.
В периода на борбата за Съединението на Княжество България и Източна Румелия се обявява против политиката на руското правителство. Активен член на Народнолибералната партия, застава начело на органа ѝ, в. „Свобода“ (1885).
Публицистиката на Захарий Стоянов се отличава с полемична острота и борбен, настъпателен дух. Чрез статии и фейлетони воюва на много фронтове-срещу политически и идейни противници, срещу мними дълбокоучени, откъснали се от народа нашенски аристократи, срещу подкупни журналисти. Критикува социални недъзи, утвърждава революционното минало, пламенно защитава идеалите, паметта и делото на националреволюционерите, ратува за почит и възхвала на техните образи и завети. Това е публицистика с висок емоционален градус-гневна или възторжена, винаги пределно откровена и понякога до грубост невъздържана. Фейлетоните му носят ярка политическа окраска и партийни пристрастия. Безпощадната критичност и непримиримост към противната страна, цветистият език, жлъчната понякога подигравка, взетите направо от народните говори солени изрази им придават нерядко памфлетна острота.
В литературно-критичната дейност (особен обект на която е делото на Любен Каравелов) Захарий Стоянов е повлиян от идеите на руската демократична литература от 70-те и 80-те години на XIX век с нейните основни постулати – реализъм, демократизъм, обществено служене на литературата. Убеден е в социалната детерминираност на литературата и нейните граждански обществено-възпитателни функции; приема действителността като единствен източник и материал за художествено пресътворяване. Актуалният политически живот (политиката на Батенберг, режимът на пълномощията, Съединението) е тема на първата книга на Захарий Стоянов „Искандер бей. Разказ из българския живот“, както и на „Чардафон Велики“, „Заробването на Гаврил паша, 6-и септември 1885 г.“ и др.
Основната творческа дейност на Захарий Стоянов е свързана с мемоарно-биографичните произведения. Като мемоарист, биограф и белетрист се движи в тематичната територия на близкото революционно минало-неговото пресъздаване и преосмислянето му в съотношение със съвременните критерии за национални нравствени ценности. Това определя идейния патос както на „Записки по българските въстания“, така и на „Васил Левски (Дяконът). Черти из живота му“, „Христо Ботйов. Опит за биография“, „Четите в България на Филип Тотя, Хаджи Димитър и Стефан Караджата. 1867 – 1868“. Основният му замисъл е да се опишат българските въстания от 40-те и 50-те години на XIX век до 1876 г., да се осветли техният исторически смисъл, героизъм и величие, да се посочат техните задължаващи традиции. Биографиите на Васил Левски и Христо Ботев, книгата за Хаджи Димитър и Стефан Караджа, писани паралелно със „Записки по българските въстания“ и в пряка идейно-тематична връзка с тях, разширяват, допълват, обогатяват образно-емоционално темата за българските революционни борби и за ярките личности в тях. Най-значителното произведение на Захарий Стоянов е „Записки по българските въстания. Разказ на очевидци. 1870 – 1876“. Плод е на дългогодишно осмисляне, равносметка на собствения жизнен път, събиране на факти, документи, спомени и разкази на очевидци и участници в събитията, на тяхното пресяване и композиране в единно цяло.

## Семейство
След освобождението Захарий Стоянов се жени за сестрата на своя приятел и съратник, Никола Обретенов – Анастасия Обретенова Двамата имат и дъщеря – Захаринка, която впоследствие отива да живее в Австрия. В интерес на истината Захарий Стоянов води оспорвана надпревара за сърцето на своята избраница с друг апостол на свободата – Стоян Заимов. Самата баба Тонка до последно недолюбва З.Стоянов за зет. Анастасия Обретенова, обаче се влюбва в него и му пристава.
Неговите братя Иван и Васил и братовчед му Стефан Димитров, заедно с Антон Прудкин, организират през 1903 година неуспешен опит за атентат срещу кораби в Цариград като продължение на Солунските атентати и Илинденско-Преображенското въстание.

## Други
Псевдоними: Аз, Барон Лулчо, Барон фон Тиквеш, Барон фон Цървуланко, Стар Комита, Стоян овчарят. По време на Заарското и Априлското въстание използва и имената Симеон, Йордан и Драган

## Творби
- Искандер бей. Разказ из бълг. живот. 1882
- Васил Левски (Дяконът). Черти из живота му. 1883
- Записки по българските въстания. Разказ на очевидци, 1870 – 1876. Т. 1 – 3. 1884 – 1892. (с предг. от Александър Балабанов 1928, 1939, 1940; с предг. от Л. Стоянов 1948, 1949, 1957; с предг. от П. Пондев 1962; с предг. от В. Андреев 1956, 1967, 1975, 1976, 1977, 1986, 1987, 1988.)
- Заробването на Гаврил паша, 6-и септември 1885 г. 1885
- Черти из живота и списателската деятелност на Любен С. Каравелов. Реч. 1885
- Четите в България на Филип Тотя, Хаджи Димитър и Стефан Караджата. 1867 – 1868. Пловдив, 1885
- Какво направихме в Търново? Отчет към моите избиратели в Пловдив, Котел и околиите. 1886
- Кои са виновниците на 9 август?, 1886
- Коронованите нихилиста в България. 1886
- Кой? във в. „Независимост“, 1886 г.
- Не му беше времето. (Отговор на брошурата „Недоразумението между българското и руското правителства“). 1886
- Чардафон Велики. 1887
- Христо Ботйов. Опит за биография. 1888
- Априлското въстание. Из „Записки по българските въстания“. 1942
- Неиздадени съчинения. Увод. ред., бел. от А. Емануилов. 1943
- Съчинения. В 3 т. Ред. Ал. Бурмов и др. 1965 – 1966 (1983)
- Непознати страници. Материали от личния архив на писателя. Съст., бел. Й. Палежев, 1981
- Социализмът в България – чужди и горчиви ягоди
- Превратът през 1881 година. Неиздаван ръкопис. София: Български писател, 1995, 268 с.[12]

## Памет
На Захари Стоянов са наречени улици в кварталите „Триъгълника-Надежда“ (Карта) и „Люлин“ (Карта) в София. Името на Захарий Стоянов носи морският нос Захарий Стоянов на остров Робърт, Южни Шетландски острови, Антарктика. Стоянов е патрон на доста училища в България като едно от тях е 104 ОУ „Захари Стоянов“ в София.